# アフリカン・ヘッド・チャージ
アフリカン・ヘッド・チャージ（African Head Charge）は、1980年代初頭から活動しているサイケデリックなダブ・アンサンブルである。このグループはパーカッショニストのボンジョ・アイヤビンギ・ノアによって結成され、プリズナー、ニック・プリタス、クロコダイル、ジュニア・モーゼス、サニー・アクパン、スキップ・マクドナルド、ジャー・ウォブルなどのメンバーを回してキャストとしてフィーチャーした。このグループは、エイドリアン・シャーウッドのレーベル「On-Uサウンド」からアルバムのほとんどをリリースした。
『The Wire』誌で執筆しているジャーナリストのデヴィッド・スタッブス (David Stubbs)は、「アフリカン・ヘッド・チャージの概念は、エイドリアン・シャーウッドが「サイケデリックなアフリカ」に対する彼のビジョンについてのブライアン・イーノによるコメントを読んだとき誕生しました」と語った。
初期のアルバムの多くが、CDで2枚組アルバムとして再発されている。

## ディスコグラフィ

### アルバム
- My Life in a Hole in the Ground (1981年、On-U Sound)
- Environmental Studies (1982年、On-U Sound)
- Drastic Season (1983年、On-U Sound)
- Off the Beaten Track (1986年、On-U Sound)
- 『ソングス・オブ・プレイズ』 - Songs of Praise (1990年、On-U Sound)
- Live:Pride and Joy (1991年、On-U Sound)
- 『イン・パースイット・オブ・シャシャメーン・ランド』 - In Pursuit of Shashamane Land (1993年、On-U Sound)
- Akwaaba (1995年、Acid Jazz Records)
- Sankofa (1997年、Bonjo I)
- Drums Of Defiance: African Head Charge Versus Professor Stretch  (1998年、On-U Sound)
- Noah House of Dread (1998年、Bonjo I)
- Live Goodies (2001年、Bonjo I)
- 『ヴィジョン・オブ・ア・サイケデリック・アフリカ』 - Vision of a Psychedelic Africa (2005年、On-U Sound)
- 『ブードゥー・オブ・ザ・ゴッドセント』 - Voodoo of The Godsent (2011年、On-U Sound)
- Return Of The Crocodile (2016年、On-U Sound)
- Churchical Chant Of The Iyabinghi (2020年、On-U Sound)

### EP
- Touch I (1994年、On-U Sound)
- 『イン・チャージ: ライブ・イン・ジャパン』 - In Charge:Live in Japan (2005年、On-U Sound)

### コンピレーション・アルバム
- Great Vintage Volumes 1 & 2 (1989年、On-U Sound)
- All Mighty Dread (1994年、Beat Records)
- Shrunken Head (2003年、On-U Sound)
- Trifecta (2011年、Beat Records)
- Environmental Holes & Drastic Tracks 1981 – 1986 (2016年、On-U Sound)